# Stadion Ramat Gan
Stadion Ramat Gan (hebr. אצטדיון רמת גן) − stadion piłkarski położony w mieście Ramat Gan, Izrael. Oddany został do użytku w 1950 roku. Od tego czasu swoje mecze na tym obiekcie rozgrywa reprezentacja Izraela w piłce nożnej. Jego pojemność wynosi 41 583 miejsc.